# Alliance Club Horsens
Maillots
L'Alliance Club Horsens est un club de football danois basé à Horsens. 

## Historique
- 1994 : fondation du club par la fusion du Horsens fS (fondée en 1915) et du Dagnæs SI et B 1940
- 2005 : 1re participation au championnat de 1re division (saison 2005/06)
- 2012 : 1re participation à la Ligue Europa (saison 2012/13)

## Parcours européen
Pour sa première participation à la Ligue Europa, l'AC Horsens élimine le club suédois d'IF Elfsborg, pourtant bien plus expérimenté et favori de la confrontation, grâce à une historique victoire 3-2 à l'extérieur au match retour. En barrages, le tirage au sort n'a pas été clément avec l'AC Horsens en désignant comme adversaire le prestigieux Sporting Portugal, demi-finaliste de la compétition la saison précédente. Malgré cet adversaire de taille, l'AC Horsens obtient un match nul inespéré 1-1 au match aller au Danemark. Cependant, la suprématie du Sporting se fait sentir au match retour à Lisbonne avec une large défaite 5-0 qui aura néanmoins permis aux joueurs de l'AC Horsens de découvrir l'un des plus importants stade d'Europe, l'Estádio José Alvalade XXI. En 2017, Boy Vanbergen est venu au club mais a été renvoyé après une journée au club.

### 2012-2013
Ligue Europa :
|   | Tour                            | Club       | Aller | Total | Retour | Club              |   |
| - | ------------------------------- | ---------- | ----- | ----- | ------ | ----------------- | - |
| 1 | Troisième tour de qualification | AC Horsens | 1-1   | 4-3   | 3-2    | IF Elfsborg       | 2 |
| 3 | Barrages                        | AC Horsens | 1-1   | 1-6   | 0-5    | Sporting Portugal | 4 |

## Palmarès
- Championnat du Danemark de deuxième division
  - Champion : 1966, 2010, 2022

- Coupe du Danemark
  - Finaliste : 2012

## Personnalités du club

### Historique des entraîneurs de l'AC Horsens
- Per Bie : 1994
- Christian Møller : 1994-1996
- Kim Poulsen : 1996-1997
- Troels Bech (en) : 1998-1999
- Kim Poulsen : 1999
- Uffe Pedersen (en) : 1999-2001
- Kent Nielsen : Juillet 2001 - Décembre 2008
- Henrik Jensen : Janvier 2009 - Juin 2009
- Johnny Mølby : Juillet 2009 - Juin 2014
- Bo Henriksen : Juillet 2014 - Août 2020
- Jonas Dal (en) : Août 2020 - Décembre 2020
- Jens Berthel Askou (en) : Janvier 2021 - Juin 2023
- Joakim Persson : Juin 2023 - Mars 2024
- Claus Troelsen : Mars 2024 - Juin 2024
- Martin Retov : Juillet 2024- février 2025
- David Nielsen : depuis mars 2025